# Sclerophrys poweri
Sclerophrys poweri es una especie de anfibios anuros de la familia Bufonidae.

## Distribución geográfica y hábitat
Habita en Angola, Botsuana, Namibia y Sudáfrica.
Su hábitat natural incluye sabanas secas, zonas secas de arbustos tropicales o subtropicales, praderas, pantanos, marismas de agua dulce, corrientes intermitentes de agua dulce, tierra arable, tierras de pastos y estanques.